# بيتر أندرياس براندت
بيتر أندرياس براندت (بالنرويجية البوكمول: Peter Andreas Brandt؛ بالبرتغالية: Peter Andreas Brandt) هو رسام برازيلي ونرويجي، ولد في 14 يونيو 1792 في تروندهايم في النرويج، وتوفي في 20 سبتمبر 1862 في Lagoa Santa, Minas Gerais ‏ في البرازيل.